# جورج كوب (رسام)
جورج كوب (بالإنجليزية: George Cope)‏ هو رسام أمريكي، ولد في 4 فبراير 1855 في وست تشستر ‏ في الولايات المتحدة، وتوفي بنفس المكان في 15 يناير 1929.